# Liste der Monuments historiques in Hodenc-en-Bray
Die Liste der Monuments historiques in Hodenc-en-Bray führt die Monuments historiques in der französischen Gemeinde Hodenc-en-Bray auf.

## Liste der Bauwerke
| Bezeichnung     | Beschreibung                  | Standort | Kennzeichnung | Schutzstatus | Datum | Bild           |
| --------------- | ----------------------------- | -------- | ------------- | ------------ | ----- | -------------- |
| Kirche St-Denis | Erbaut ab dem 14. Jahrhundert | (Lage)   | PA00114716    | Classé       | 1995  | weitere Bilder |

## Liste der Objekte

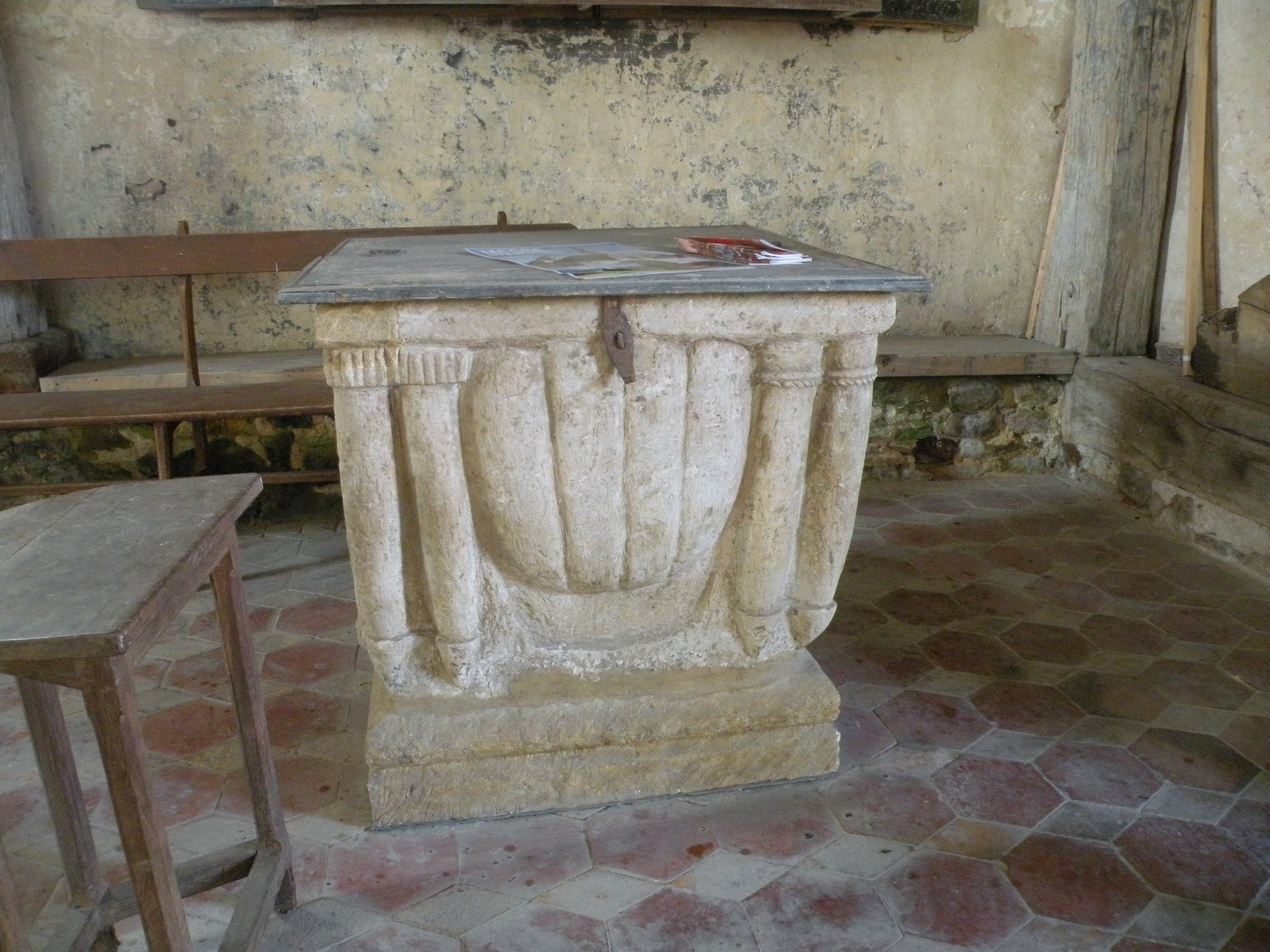
Romanisches Taufbecken in der Kirche St-Denis

- Monuments historiques (Objekte) in Hodenc-en-Bray in der Base Palissy des französischen Kultusministeriums

Siehe auch: Taufbecken (Hodenc-en-Bray)